# Regió Superior Oriental
La regió Superior Oriental és una de les 10 regions de Ghana. Està situada a l'extrem nord-oriental de Ghana. Té una superfície de 8.842 km² (2,7% de la superfície total del país), en una zona que havia format part del regne de Dagbon. La seva capital és la ciutat de Bolgatanga (o Bonga). Navrongo, Paga, Bawku i Zebilla són altres ciutats importants de la regió.
Segons el cens de 2010 la regió té 1.046.545 habitants (és la 9a regió de Ghana segons la població) i la seva densitat de població és de 120 habitants per quilòmetre quadrat.

## Geografia

### Localització i superfície
La regió Superior Oriental de Ghana està localitzada a l'extrem nord-est de Ghana, en el que havia estat el regne de Dagbon. Fa frontera amb Burkina Faso al nord, amb Togo a l'est, amb la regió Superior Occidental a l'ioest i amb la regió Septentrional al sud. La regió Superior Oriental és la segona més petita de Ghana i té una superfície de 8.842 km²., cosa que representa el 2,7% del total de la superfície de Ghana.

## Demografia i població
A la regió hi ha 1.046.545 habitants (cens de 2010). La regió Superior Oriental és la que té un creixement de població més baix de Ghana, un 1,1% anual; mentre que la mitjana del creixement de Ghana és del 2,7% anual. La seva densitat de població, de 104.1 habitants per quilòmetre quadrat és superior a la mitjana estatal, que és de 79,3%.
La majoria de la població, el 84,3% viu en un entorn rural, en assentaments dispersos. Tot i això, entre el 1984 i el 2000 la població urbana s'ha incrementat.
La piràmide de població de la regió Superior Oriental mostra que hi ha més dones que homes, tot i que això no passa en totes les franges d'edat. Fins als 20 anys és l'única franja d'edat en la que els homes són més nombrosos que les dones.
El 92,5% de la població de la regió han nascut a Ghana, el 5,3% són ghanians naturalitzats i els que no són ghanians representen el 2,1%.

### Etnologia
Els grups ètnics principals de la regió Superior Oriental són els mole-dagbons (74,5%), els grusis (8,5%), els mande-busangues (6,2%) i els gurmes (3,2%). Els grups mole-dagbons més nombrosos a la regió són els nabdams (30,5%), els kusasis (22,6%), els nankani/gurenses (15,7%) i els builses (7,6%). Els kassenes (7,6%) són el subgrup grusi més nombros, els busangues (6%) són els subgrup mande-busanga amb més persones a la regió i els bimobes són els gurmes més nombrosos.
Segons els districtes, hi ha més membres d'un grup ètnic que d'un altre. A Bongo i Bolgatanga hi ha una majoria de població nabdan. Al districte de Builsa hi ha una majoria de població builsa. El distreicte de Kassena-Nankana és poblat sobretot pels kassenes i els nankanis. Els kusasis són el 75% de la població de Bawku Occidental i el 47,5% de Bawku Oriental.
Hi ha altres grups ètnics minoritaris a la regió com els mamprusis (1,8%). El districte més multiètnic és Bawku Oriental.

## Districtes

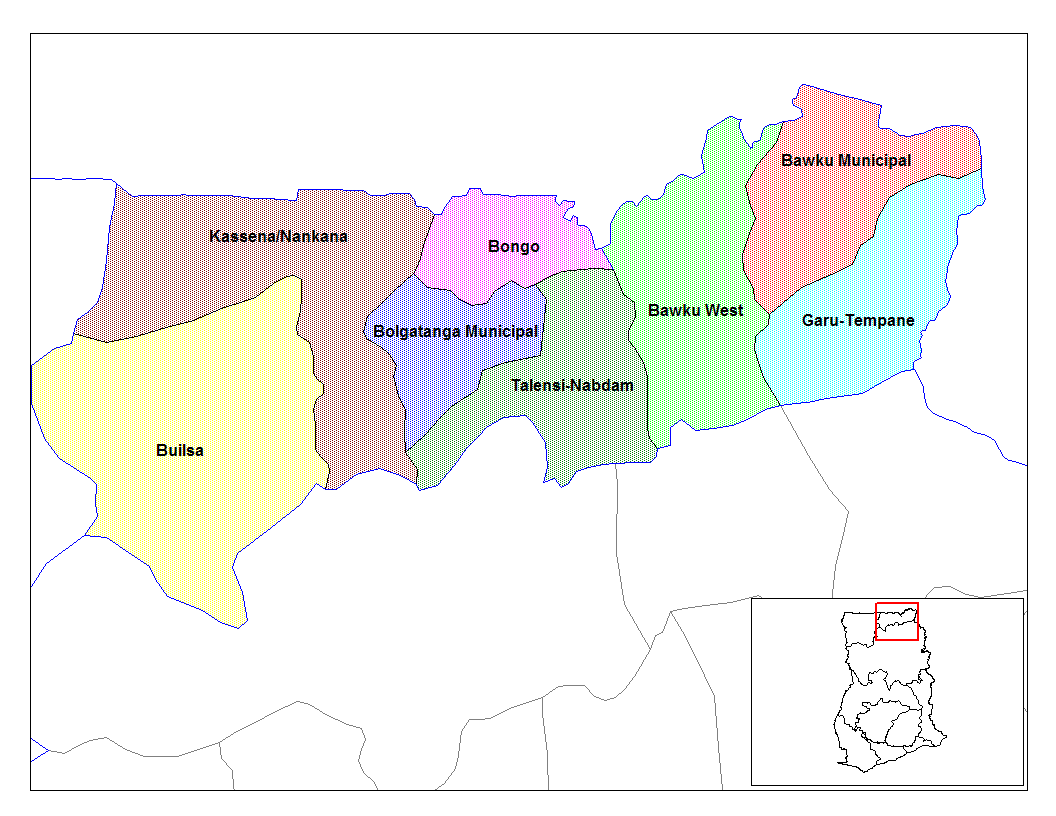
Districtes de la regió Superior Oriental

Els districtes de la regió Superior Oriental són:
- Bawku
- Bawku Occidental
- Binduri
- Bolgatanga
- Builsa Septentrional
- Builsa Meridional
- Garu-Tempane
- Kassena Nankana Oriental
- Kassena Nankana Occidental
- Nabdan
- Pusiga
- Talensi

## Economia
L'agricultura, que inclou la silvicultura i la caça, representa el 49,1% de l'economia de la regió; és seguida pel comerç al detall, que representa el 15,2% de la seva economia i per la manufactura, que representa el 10,9%.

### Treball
L'agricultura és el sector principal de la regió i ocupa el 65,9% de la població activa. El 14,5% reballen en la producció i els transports, el 9,5% treballa en el comerç, el 3,9% treballen en el sector serveis i el 3,8% treballen en treballs professionals i tècnics. Si tenim en compte el gènere, hi ha més proporció de dones (13,3%) que d'homes (5,8%) treballant en el comerç, al contrari que en l'agricultura, a on hi treballen el 71,8% dels homes i el 61,2% de les dones.
El 74,5% de la població activa són auto-empleats sense contracte i el 14% són treballadors familiars que tampoc tenen contracte. Només el 6,5% de la població té contracte de treball. El 1,6% són aprenents. Tenint en compte el gènere, hi ha el doble d'homes amb contracte que de dones.
S'ha reportat que hi ha gairebé 70.000 nens entre 7 i 14 anys que treballen a temps complert. El 35,3% dels nens que van a l'escola treballen i també ho fan el 32,7% de les dones. Tots els nens que treballen ho fan en el sector informal.

## Transports
A la regió hi ha tres carreteres nacionals, la N2, la N10 i la N11 i algunes carreteres regionals. La N10 la uneix amb Kumasi, a la regió Aixanti a través de la regió Central. La N2 la connecta amb Accra i la N11 uneix la capital de la regió, Bolgatanga, amb la ciutat de Bimpiela, també a la regió.

## Religió
Tenint en compte la confessió religiosa, el 46,4% dels habitants de la regió creuen en religions africanes tradicionals, el 28,3% són cristians i el 22,6% són islàmics. La principal església cristiana és el catolicisme (57,7%), seguida per les esglésies pentecostals i carismàtiques (21,7%) i el 12,3% són protestants. Els districtes a on el paganisme és més preponderant són el de Builsa i el de Bawku Occidental. A Bawku Oriental és a on hi ha més islàmics i on hi ha menys creients en religions tradicionals.

## Educació

### Alfabetisme
El 21,2% de la població de més de 15 anys només estan alfabetitzats en anglès, el 6,6% estan alfabetitzats en anglès i en llengua nacional i l'1,7% estan alfabetitzats només en llengua nacional. El percentatge d'analfabetisme (78,1%) és molt superior al de la mitjana nacional (45,9%).

## Turisme

### Parcs naturals
- Estany de cocodrils de Paga.
- Reserva de Gbelle.
- Santuari Sombo Bat
- Santuari Jafiiri Sacret Royal Python

### Àrees d'oci
- Tongo rocks

### Llocs històrics
- Santuari de Naa Gbewwa
- Església de Navrongo

### Festes i festivals
- Festival Gologo
- Festival Fao
- Festival Paragbiele
- Festival Willa
- Festival Zumbenti
- Festival Samanpiid
- Festival Kobina
- Festival Kakube
- Festival feok builsa

### Altres atraccions turístiques
- Museu regional de l'Upper East
- Mercat de Bolga

## Personatges notables
- Adam Larsen Kwarasey, futbolista.
- Roland Agambire, empresari.
- Joseph Kofi Adda, polític i economista.
- Mark Woyongo, polític.
- Abedi Pele, futbolista.